# Gari Melchers
Pour les articles homonymes, voir Melchers.
Julius Garibaldi Melchers (11 août 1860-30 novembre 1932) est un artiste américain. Il est l'un des leaders américains du naturalisme.
Il a remporté en 1932 la médaille d'or de l'Académie américaine des arts et des lettres.
Melchers est un membre de l'International Society of Sculptors, Painters and Gravers.

## Galerie

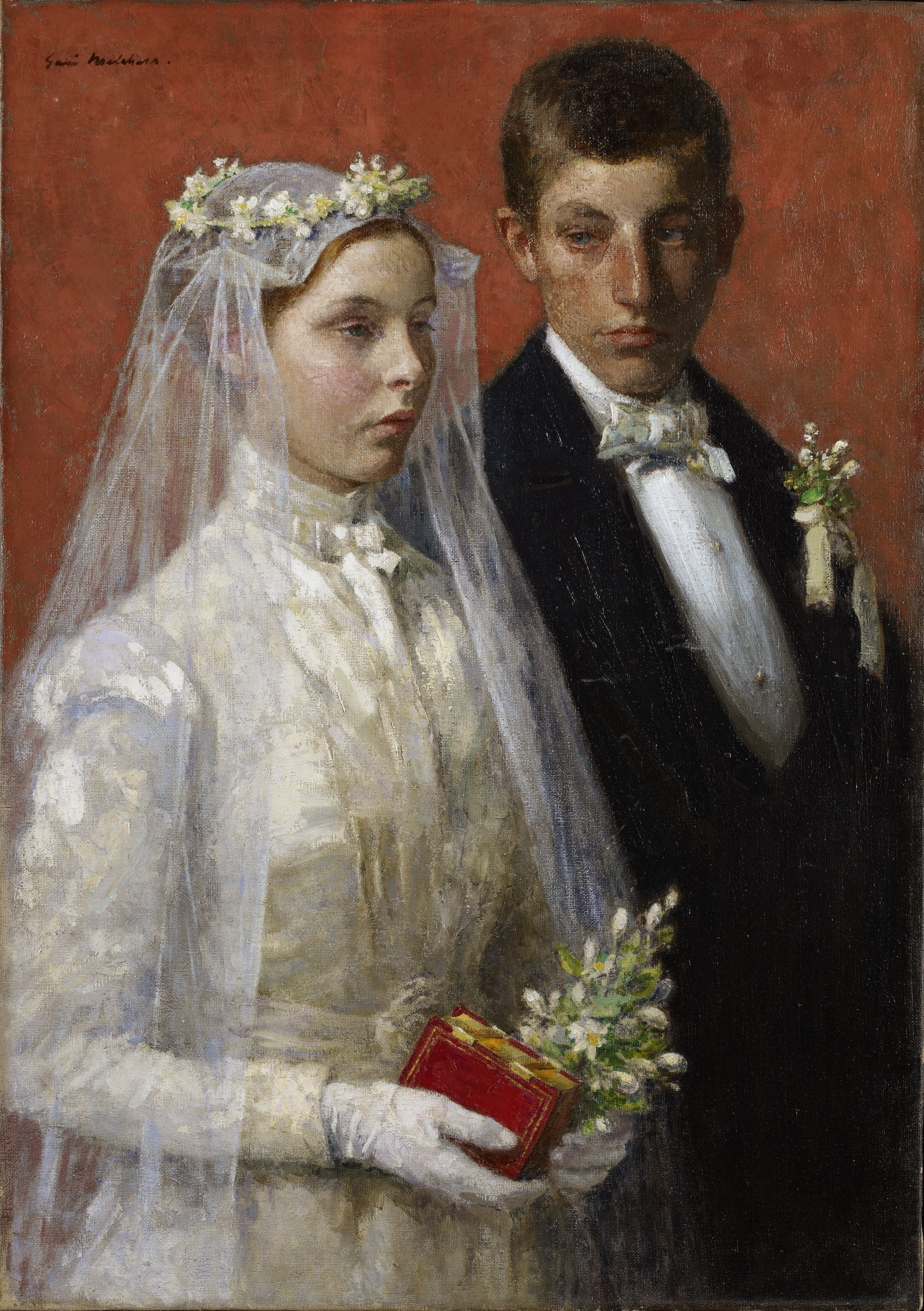
Mariage, 1893
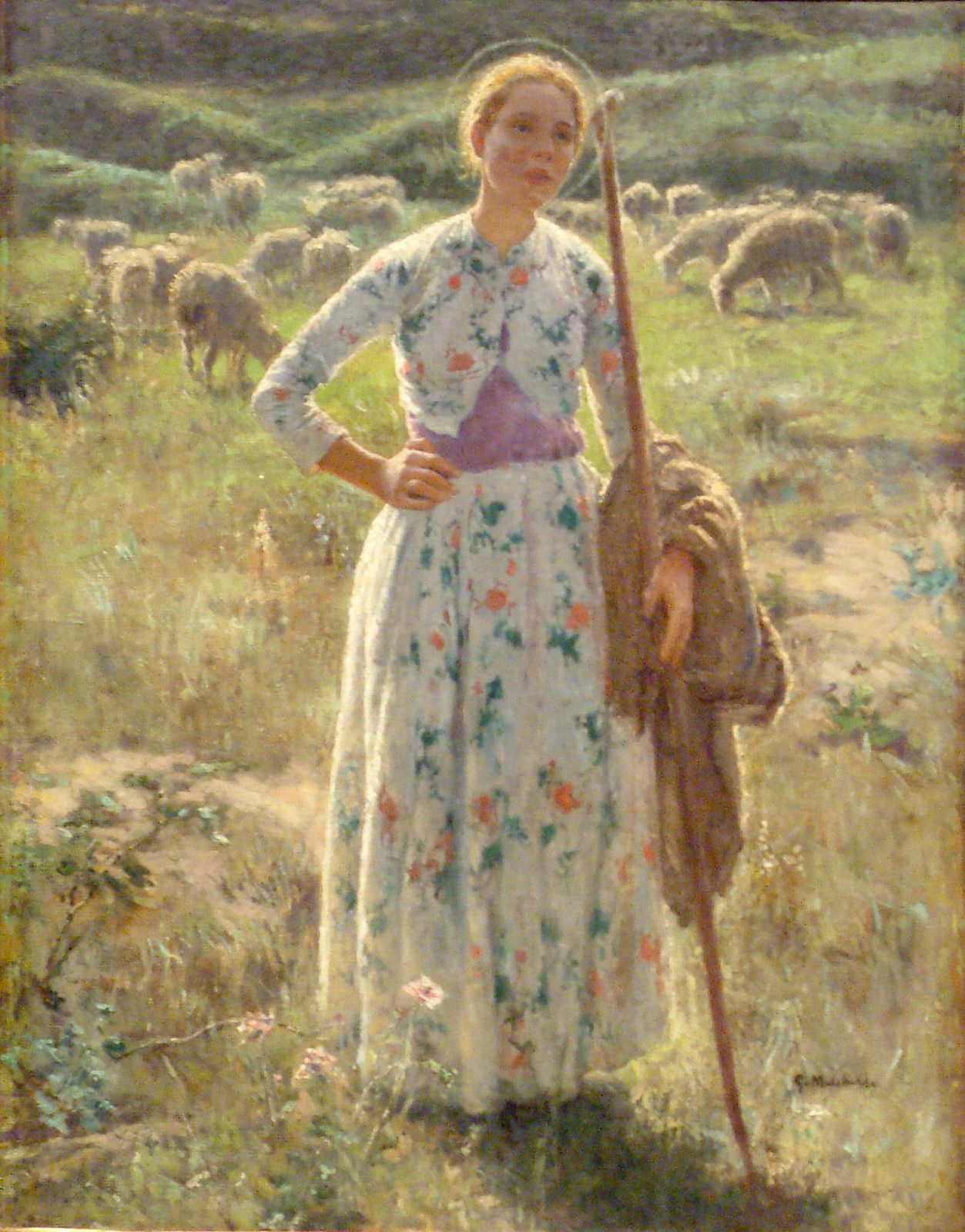
Joan of Arc
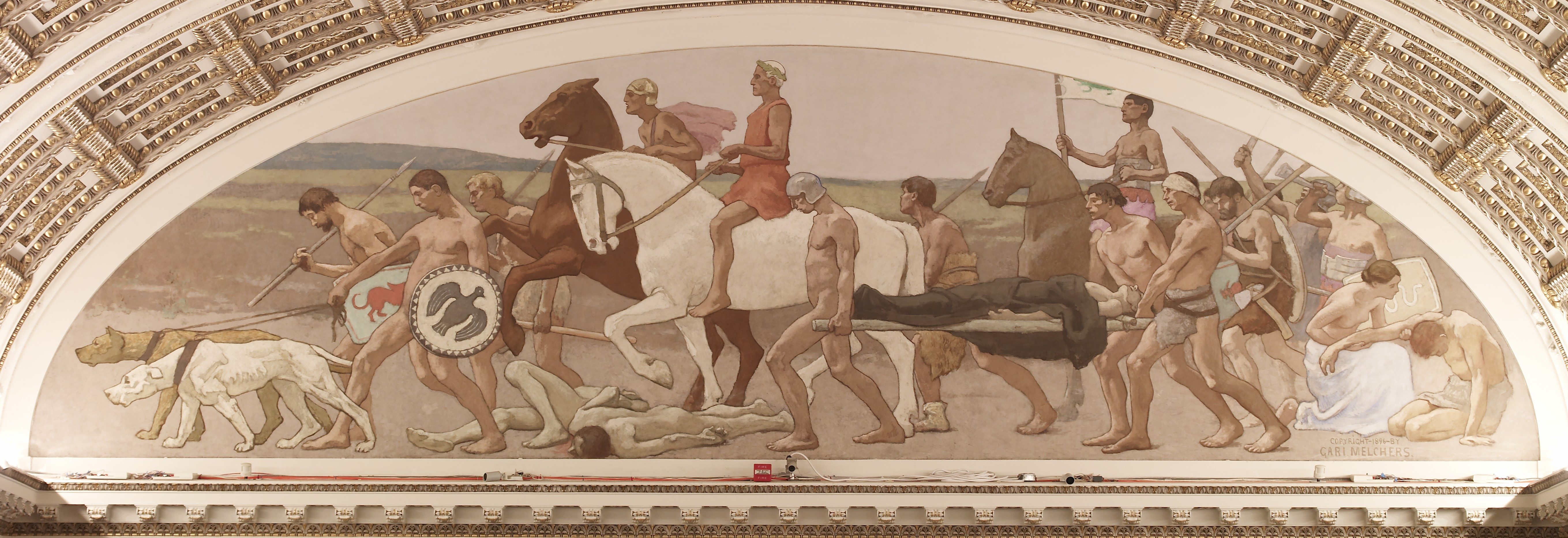
Mural of War, 1896.
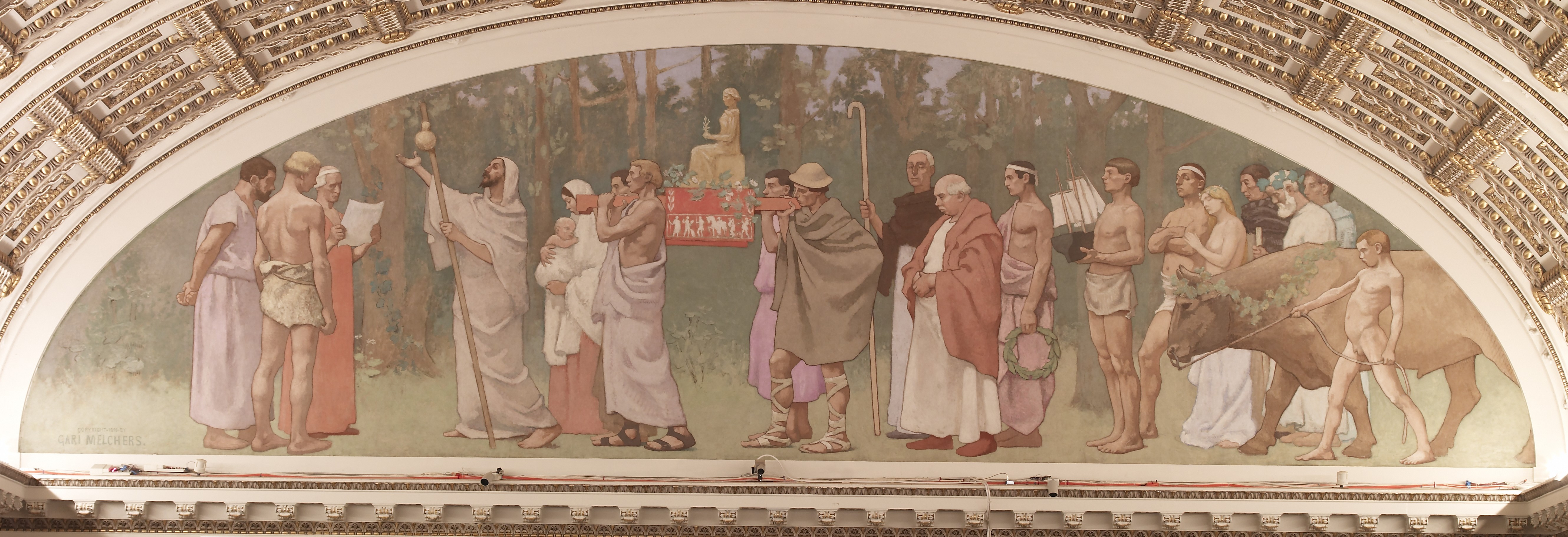
Mural of Peace, 1896.